# Al-Quwayra
al-Quwayra (arabiska: القويرة) är en ort i Jordanien.   Den ligger i provinsen Aqaba, i den södra delen av landet, 250 km söder om huvudstaden Amman. al-Quwayra ligger 813 meter över havet och antalet invånare är 7 372.